# 松平勝道
松平 勝道（まつだいら かつみち/かつつね）は、江戸時代後期の大名。伊予国今治藩の第9代藩主。定房系久松松平家9代。官位は従五位下・若狭守、駿河守。

## 生涯
文化10年（1813年）1月13日、池田政行（第6代藩主・松平定休の6男）の次男として誕生。天保5年（1834年）3月26日に従兄で8代藩主・松平定芝の婿養子となり、同年12月22日に従五位下・若狭守に叙任する。天保8年（1837年）9月12日、定芝の死去により家督を相続した。
天保14年（1843年）10月1日から文久2年（1862年）閏8月23日まで奏者番を務めた。この間、弘化3年（1846年）12月には駿河守に転任、嘉永6年（1853年）、将軍が交代して徳川家定が就任すると、その偏諱（「定」の字）を避ける形で初名の定保（さだやす）から勝道に改名した。藩政においては文治政策に尽力し、種痘を実施し、万延元年（1860年）には古江浜塩田を完成させるなどした。文久2年（1862年）11月21日、自身の養子となっていた定芝の三男・定法に家督を譲って隠居し、慶応2年（1866年）8月6日に死去した。享年54。

## 系譜
子女は3男11女
- 父：池田政行（1788-1819）
- 母：清子 - 松平正明娘
- 養父：松平定芝（1791-1837）
- 正室：久 - 松平定芝三女
- 養子
  - 男子：松平定法（1835-1901） - 松平定芝の三男
  - 女子：善子 - 有馬温純正室、松平定芝娘